# トゥーゲントハット邸
トゥーゲントハット邸（Vila Tugendhat）は、1928年から1930年にかけてチェコスロバキア（現チェコ領内）のブルノに建てられた邸宅である。ドイツのモダニズム建築家ミース・ファン・デル・ローエの代表作のひとつと見なされており、チェコスロバキアの機能主義的建築物の中では、最重要にして最も美しいものである。トゥーゲントハート邸、ツゲンドハット邸とも表記される。
1992年には、チェコとスロバキアが分離独立（いわゆるビロード離婚）を決めた際に、調印式が行われた歴史的な場所でもある。

## 特色

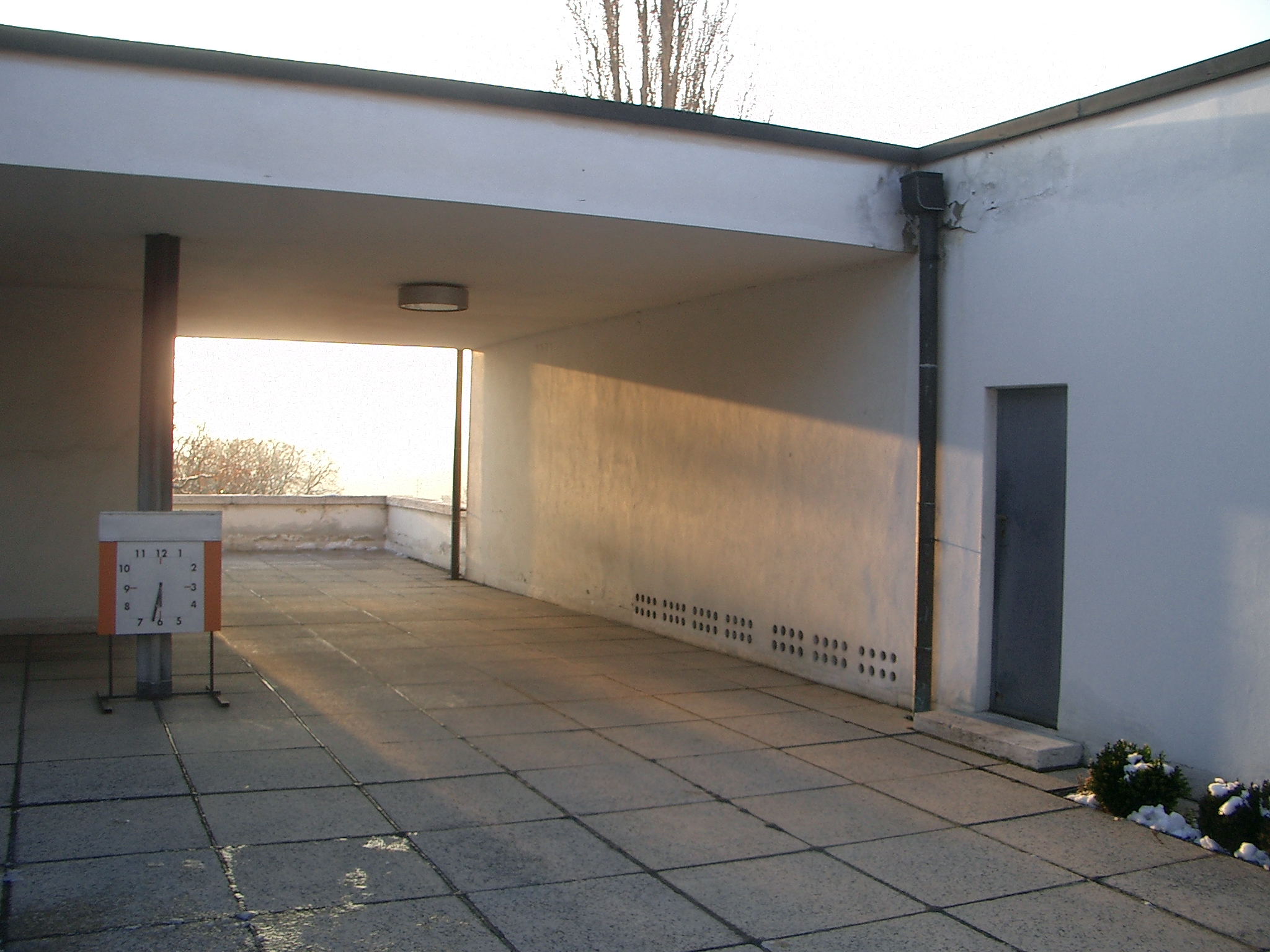
邸宅の入口

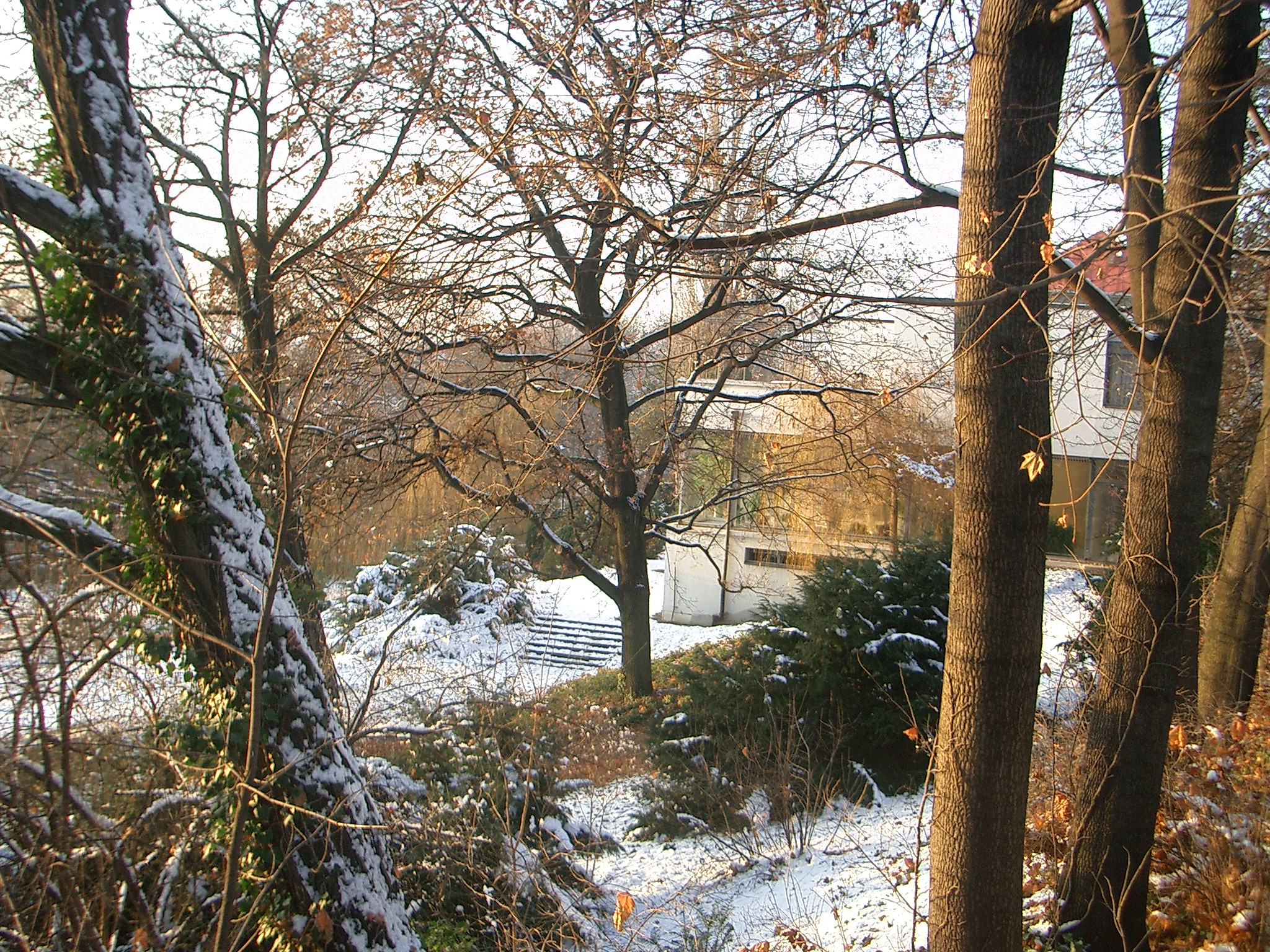
邸宅の庭

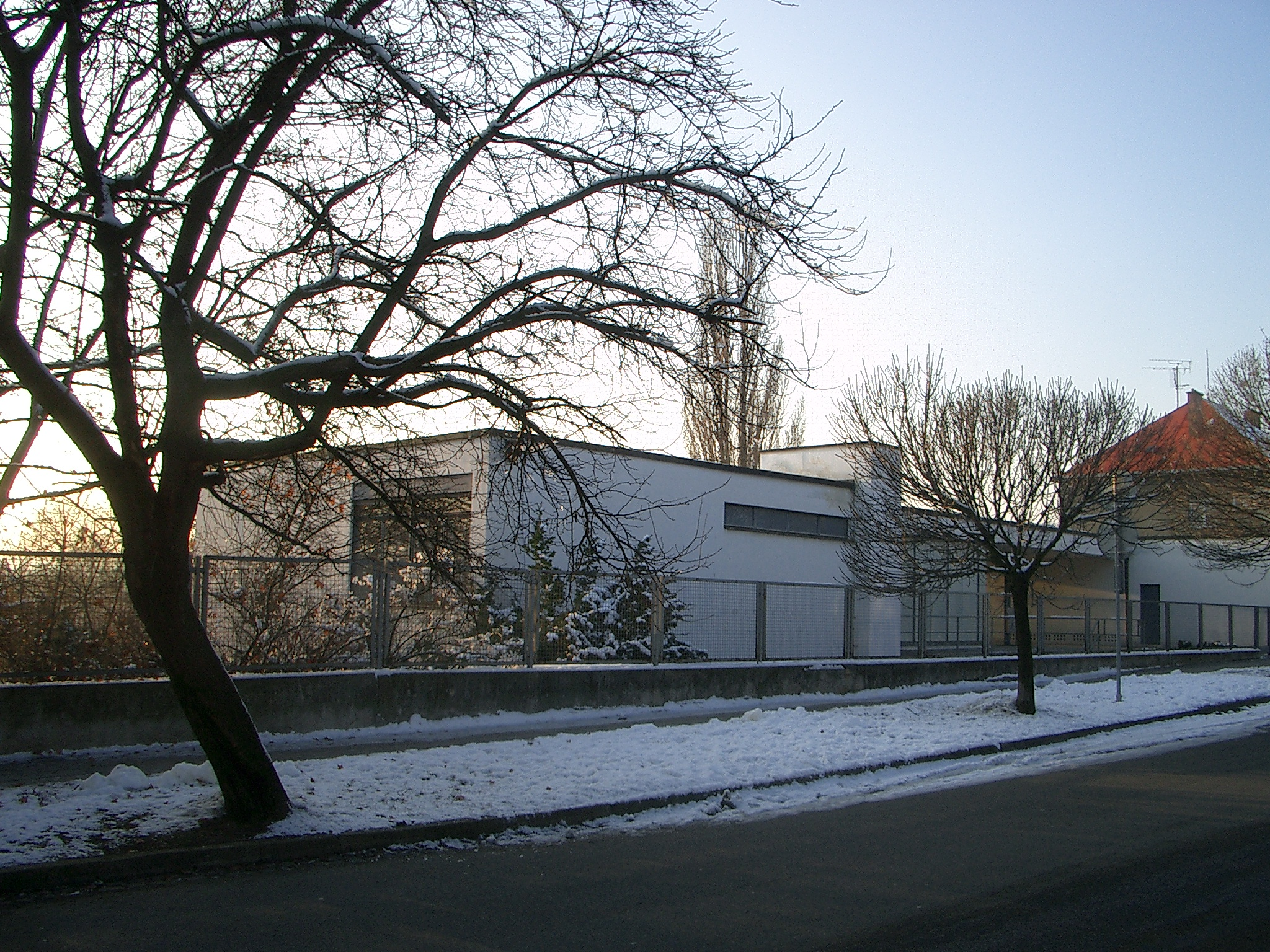
トゥーゲントハット邸入口

邸宅はブルノ近郊に位置し、元々は市街を見渡せた傾斜地に建っている。通りに面した上階部分に入口および寝室、庭に面した下階部分に居室、食堂、書斎が配置された２階建ての住宅である。
ミース・ファン・デル・ローエは、この邸宅の設計を通じて、近代建築の五原則の一つである「自由な平面」の概念を発達させた。それは、機能に結び付けられた空間（食堂、書斎、サロンなど）が、仕切られることなく決定されるというものである。
建物は鋼鉄製で、バルセロナ・パビリオンのように、柱は十字形でステンレスの幌が付けられていた。それは動く壁を避けてより自由な空間設計を可能にするものであった。材質は注意深く選定され、床にはトラバーチンが用いられ、仕切りの壁にはレモンや黒檀などの高級木材の薄板が張られていた。この壁は、庭からの書斎への直射日光を遮るためのもので、壁自体は縞瑪瑙の一枚岩で作られている。庭に面したファサードは、光を最大限取り込むために全面ガラス張りになっている。このガラスは大きな板ガラス群が用いられており、できる限り指物細工を削減することを狙ったものであった。
ミース・ファン・デル・ローエは、彼が普段よくやるように、自身で家具の設計まで手がけた。特にトゥーゲントハットの椅子（Tugendhat chair）、ブルーノ・チェアが知られるが、設計は電気のスイッチにまで及んでいた。それらの調度品には、床にボルトで留められているものもある。

## 歴史
1928年に実業家のフリッツ・トゥーゲントハットとその妻アルフレダから設計の依頼があり、ミースは翌1929年まで設計を行った。1929年に建設が始まり1930年に竣工した。完成するとすぐに、モダニズム建築にとっての一種のイコンとなった。
本来の所有者であるエルンスト・トゥーゲントハットが有名なトゥーゲントハット一家は、ユダヤ系であったことから、切迫したナチス・ドイツの迫害を恐れ、スイスへと移住した。彼らはその後ベネズエラへ渡り、二度と戻ってくることはなかった。
第二次世界大戦中には、ドイツ人たちが占領し、この邸宅にメッサーシュミット社の研究事務所を置いた。ドイツの敗北後はロシア人たちが占領したが、こうした占領期間中に、邸宅は大いに荒らされた。
1955年に、邸宅はチェコスロバキアの国有となり、子供たちの再教育センターがおかれた。1963年には歴史的文化財の指定を受け、修復も始まったが、冷戦の影響によって質の面で問題が生じた。例えば、ブラジル産の高級木材を調達するのも、チェコスロバキアにとっては非常に困難なことであり、多かれ少なかれ納得のいく代用品が用いられることになった。
1992年には、この邸宅でチェコ側のヴァーツラフ・クラウスとスロバキア側のヴラジミール・メチアルが会談を持ち、翌年にチェコスロバキアを解体するための調印式を行った。
今日、トゥーゲントハット邸は一般のアクセスが可能である。邸内では展示室もあり、ブルノ市当局が文化行事などを開催している。

## 世界遺産

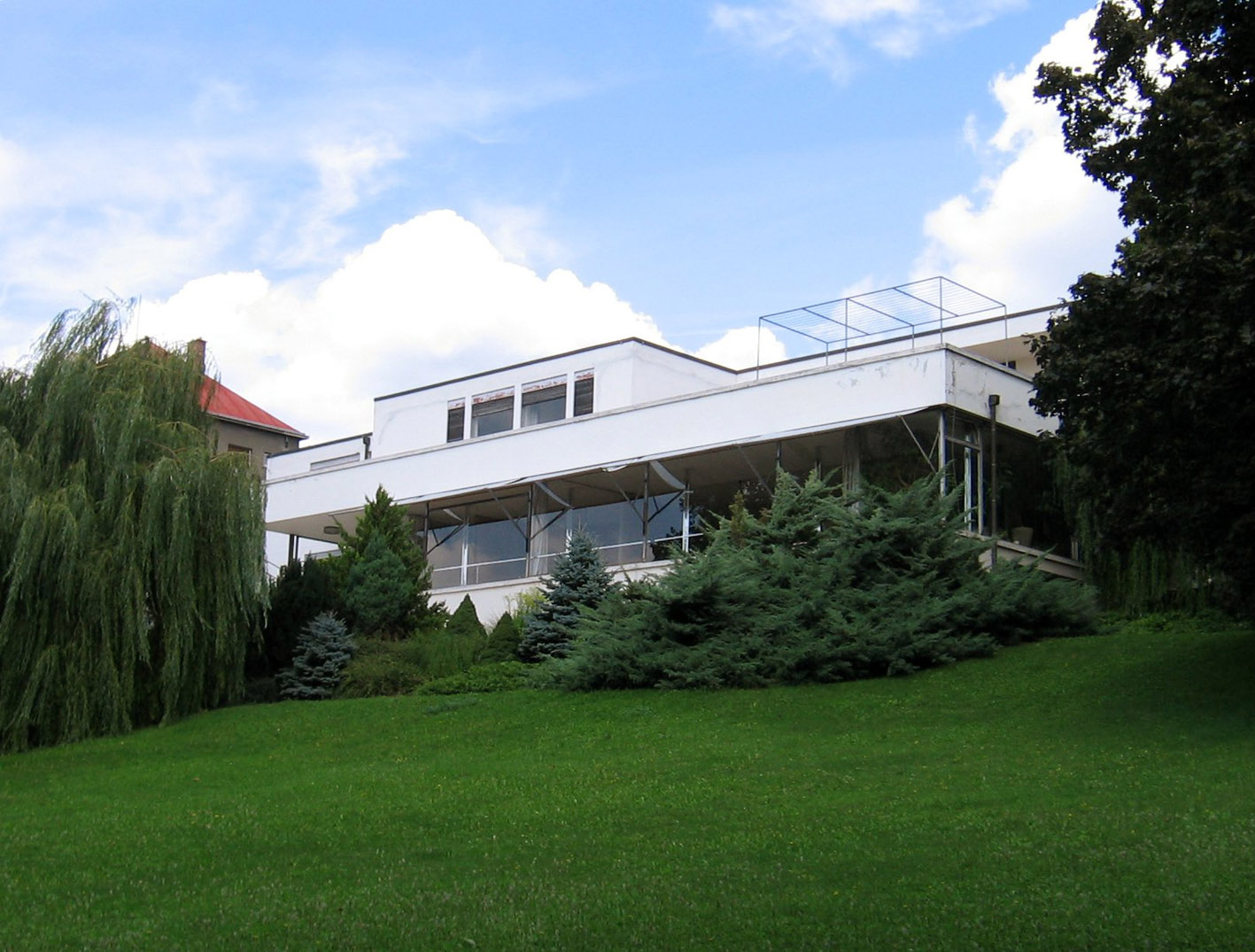

トゥーゲントハット邸は2001年12月にユネスコの世界遺産に登録された。チェコの世界遺産の中では11番目の文化遺産である。ユネスコでは、特に原料の選定の面などで本来の姿に忠実な復元を行うことを企図しており、そのための資金の拠出が行われる見通しである。

### 登録基準

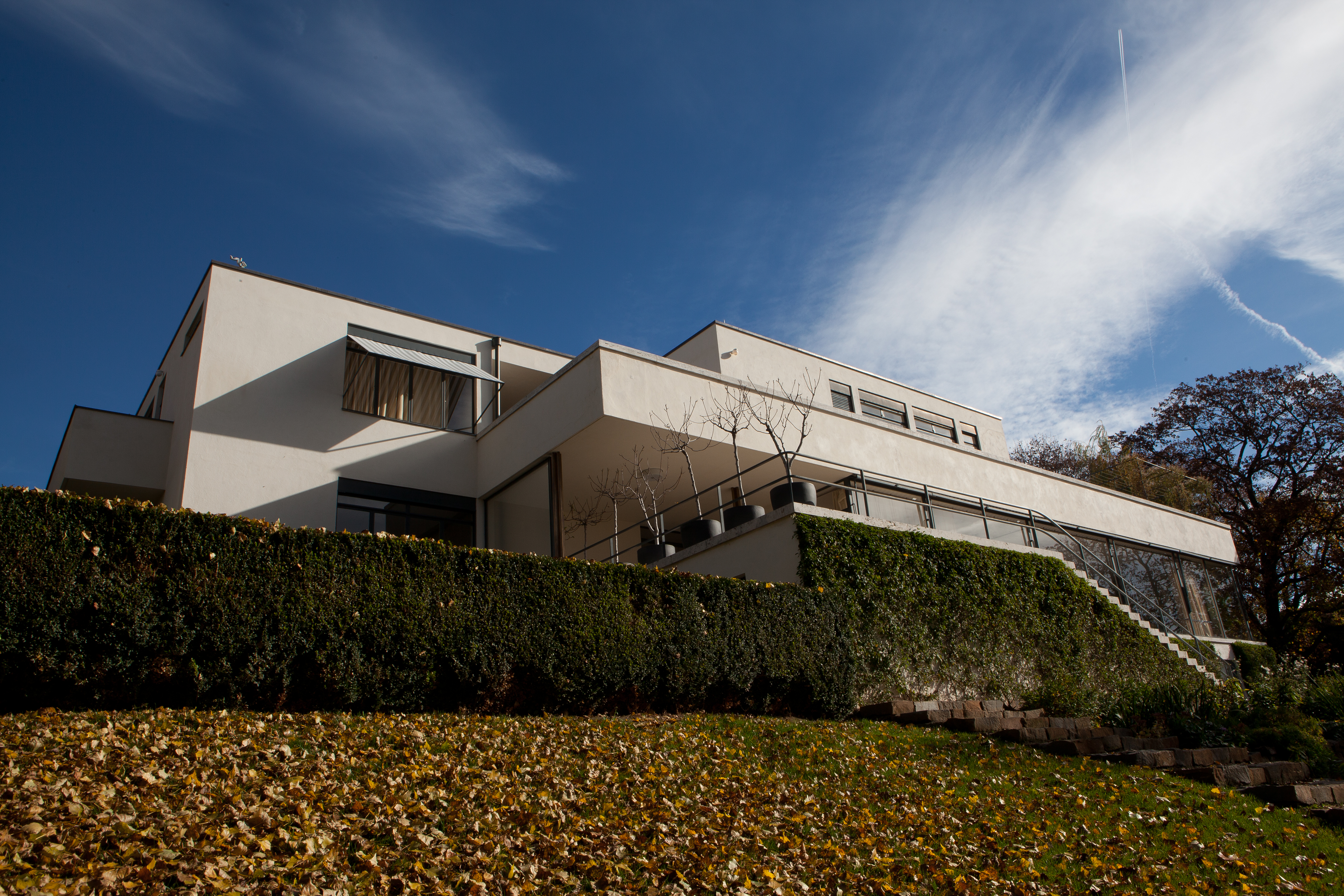
秋

この世界遺産は世界遺産登録基準のうち、以下の条件を満たし、登録された（以下の基準は世界遺産センター公表の登録基準からの翻訳、引用である）。
- (2) ある期間を通じてまたはある文化圏において、建築、技術、記念碑的芸術、都市計画、景観デザインの発展に関し、人類の価値の重要な交流を示すもの。
- (4) 人類の歴史上重要な時代を例証する建築様式、建築物群、技術の集積または景観の優れた例。

## 主な文献
- 宮本和義［写真］栗田仁［文］『トゥーゲントハット邸　―　建築家　ミース・ファン・デル・ローエ 』、バナナブックス、2008年
- 『Mies van del Rohe　Villa Tugendhat』「世界現代住宅全集24」A.D.A.EDITA Tokyo、2017年10月。二川由夫 撮影・編集解説